# Linda Remixed 2
A Linda Remixed 2 című EP 5 dalt tartalmazó 24 perces kiadvány az eredetileg Vukán György és zenekara által komponált Linda című filmsorozat főcímzenéjéből, melyhez több lemezlovas is készített remixet.

## Megjelenések
Digitális letöltés  Budabeats Records BUBE-031
1. Linda (CarNoir Remix) – 5:03
2. Linda (Urbs Remix) – 4:32
3. Linda (Dj Clairvo Remix) – 3:53
4. Linda (Kasko Linda Remix) – 3:50
5. Linda (DAIDAI Remix) – 7:00

## Közreműködő előadók
- Olejnik Tamás (CarNoir Remix)
- Mr Urbs (Urbs Remix)
- Dj Clairvo (Clairvo Remix)
- Kool Kasko (Kasko Linda Remix)
- Peter Hyde (DAIDAI Remix)